# یلاکیای
یلاکیای (به لاتین: Ylakiai) یک شهرک در لیتوانی است که در شهرستان کلایپدا واقع شده‌است. یلاکیای ۹۵۰ نفر جمعیت دارد.